# Srednji stražnjični mišić
Srednji stražnjični mišić (lat. musculus gluteus medius) mišić je zdjelice lepezastog oblika. Mišić inervira gornji stražnjični živac (lat. nervus gluteus superior).

## Hvatište i polazište
Mišić polazi s vanjske strane bočne kosti i hvata se na veliki obrtač (lat. trochanter major) bedrene kost. 